# 22º Congresso degli Stati Uniti d'America
Il 22º Congresso degli Stati Uniti d'America, formato dal Senato e dalla Camera dei rappresentanti, si è riunito a Washington, D.C. presso il Campidoglio dal 4 marzo 1831 al 4 marzo 1833. Riunitosi durante il terzo e il quarto anno della presidenza di Andrew Jackson, questo Congresso ha visto confermato il dominio della maggioranza dei jacksoniani sia al Senato che alla Camera.

## Contesto ed eventi importanti
Fu la politica dei dazi doganali a dominare i lavori del 22º Congresso, compiendosi un ulteriore passo verso la futura guerra civile fra stati del Nord e stati del Sud. Gli anni Venti dell'Ottocento statunitense furono segnati da una depressione economica che colpì soprattutto il Sud agrario e schiavistico, mentre il Nord riuscì in parte ad attenuare gli effetti della crisi sviluppando ancora di più il suo settore manifatturiero. Ecco perché le tariffe istituite nel 1828 vennero duramente contestate dai senatori e rappresentanti del Sud e Jackson venne costretto a modificare le tariffe nel 1832. Ma ciò non bastò a placare le polemiche e lo stato della Carolina del Sud (si iniziativa dello stesso vicepresidente, John C. Calhoun) decise di non applicare le norme federali dichiarandole incostituzionali. Iniziò così quella che venne definita Nullification Crisis (dal termine "nullification", abrogazione): sulla base di una teoria costituzionale che vedeva la Costituzione come un vero e proprio contratto stretto tra gli stati dell'Unione (e che traeva le sue origini da alcuni scritti di James Madison e Thomas Jefferson), qualsiasi stato avrebbe potuto insindacabilmente disapplicare ogni norma federale giudicata incostituzionale (una teoria che si sarebbe riproposta più volte nel corso della storia statunitense). La crisi si risolse con un compromesso politico che prevedeva un abbassamento delle tariffe, il quale tuttavia non bastò a frenare la nascita di un vero e proprio partito, il Nullifier Party, da una costola dell'area politica a sostegno del presidente Jackson. I semi della divisione tra gli stati erano sempre più maturi.
Ma non soltanto il tema delle tariffe diede linfa al dibattito del Congresso. Un tentativo degli anti-jacksoniani di rinnovare con largo anticipo la concessione della Seconda Banca degli Stati Uniti a fungere da banca centrale, promosso dai senatori Henry Clay e Daniel Webster, venne bloccato dal veto di Jackson. Ad opporsi erano due opposte visioni del ruolo della banca centrale nel sistema economico statunitense: da un lato, i sostenitori della Banca la ritenevano uno strumento utile a stabilizzare l'economia a tutto vantaggio delle attività imprenditoriali del Nord, mentre Jackson e i suoi sostenitori ne vedevano gli effetti negativi sul settore agricolo e artigiano, oltre che ritenere che la Banca fosse in mano alle élite finanziarie e delle classi più privilegiate. Il dibattito sulla Banca divenne il perno su cui si concentrò lo scontro per le elezioni presidenziali del 1832 (vinte nuovamente da Jackson) e il veto del presidente fu il primo caso dell'utilizzo di questo strumento per una questione politica, più che giuridica.
Durante questo congresso tutti i partiti adottano per la prima volta l'utilizzo della convention nazionale in vista delle elezioni presidenziali. I partiti, ovvero, riuniscono i propri delegati provenienti da tutti gli stati in una grande riunione nella quale decidono chi si candiderà alle elezioni. Una procedura che (in parte) ancora oggi viene utilizzata.

### Cronologia
- 18 marzo 1831 - La Corte suprema degli Stati Uniti rigetta un'ingiunzione federale presentata dalla nazione Cherokee che chiedevano l'abrogazione di alcune leggi dello stato della Georgia che a loro giudizio erano "dirette ad annichilire i Cherokee come società politica" e quindi da considerarsi incostituzionali perché in violazione di diversi trattati conclusi tra la nazione Cherokee e il governo federale degli Stati Uniti. Il presidente John Marshall, estensore della decisione, nel rigettare l'istanza sostiene che non ha alcun diritto di decidere sul caso, dato che la nazione Cherokee non è uno stato indipendente dagli Stati Uniti. La rimozione forzata degli indiani verso oltre la riva occidentale del Mississippi prosegue.
- 18 aprile 1831 - A Tuscaloosa viene fondata l'Università dell'Alabama, una delle più antiche università pubbliche degli Stati Uniti.
- 21 aprile 1831 - Nasce l'Università di New York.
- 21 agosto 1831 - Nat Turner, uno schiavo afroamericano, guida una rivolta di schiavi nella contea di Southampton, in Virginia. Per due giorni devastano piantagioni e le cronache riportano l'uccisione di una sessantina di persone di etnia bianca. La rivolta viene sedata ben presto dalle milizie dei padroni degli schiavi con numerose condanne a morte, ma Nat Turner riuscirà a darsi alla fuga e soltanto due mesi dopo verrà catturato e impiccato.
- 26-28 settembre 1831 - A Baltimora si tiene la prima convention del Partito Anti-massonico per decidere chi candidare alle prossime elezioni presidenziali. I candidati del partito saranno William Wirt alla presidenza e Amos Ellmaker alla vicepresidenza. Per la prima volta nella storia della politica statunitense un partito si organizza a livello nazionale per decidere i propri candidati alle presidenziali.
- Dicembre 1831 - A Baltimora si tiene la prima convention nazionale del Partito Repubblicano Nazionale, ovvero il partito nato dagli oppositori della democrazia jacksoniana. Ad ottenere la candidatura è Henry Clay, con candidato alla vicepresidenza John Sergeant.
- 28 dicembre 1832 - Il vicepresidente John C. Calhoun si dimette dalla sua carica. Già da diverso tempi i suoi rapporti con il presidente Jackson erano tesi e la crisi della Nullificazione non fece altro che aggravarli. Calhoun, dopo essere stato eletto in una tornata elettorale straordinaria, prese così possesso del seggio al Senato per la Carolina del Sud che era stato lasciato da Robert Y. Hayne, il quale si era contemporaneamente dimesso da senatore per assumere la carica di governatore dello stato. Calhoun è stato il primo vicepresidente della storia degli Stati Uniti a dimettersi (il secondo sarà Spiro Agnew nel 1973)[2].
- 3 marzo 1832 - Tornando parzialmente sui suoi passi, la Corte suprema degli Stati Uniti nella sentenza Worchester v. Georgia afferma in una sentenza che la nazione Cherokee è protetta dalla legge federale contro le ingerenze di qualsiasi atto legislativo statale a loro discapito.
- 6 aprile 1832 - Falco Nero guida una fazione di indiani Sauk alla riconquista del loro villaggio di Saukenuk, la cui terra era stata ceduta agli Stati Uniti con il trattato di St. Louis nel 1804 ma che fu fin da subito contestato dalle tribù native. Inizia la cosiddetta "Guerra di Falco Nero", che vedrà il coinvolgimento dall'altro lato delle milizie dell'Illinois e del Territorio del Michigan. Fra le milizie dell'Illinois combatte un giovanissimo Abraham Lincoln.
- 21-23 maggio 1832 - A Baltimora si tiene la prima convention nazionale del futuro Partito Democratico. Il presidente in carica Andrew Jackson viene scelto come candidato alle future elezioni presidenziali, con candidato alla vicepresidenza il suo fido alleato Martin Van Buren.
- 10 luglio 1832 - Andrew Jackson oppone il suo veto presidenziale ad una proposta di legge (promossa da Henry Clay) che punta a rinnovare l'autorizzazione alla Seconda Banca degli Stati Uniti a fungere da banca centrale del governo federale.
- 24 luglio 1832 - Benjamin Bonneville, su incarico del governo federale, conduce una missione di esplorazione verso le terre dell'ovest. La sua esplorazione, ch si concluderà nel 1835, parte dal Missouri e attraversa gli odierni Wyoming, Idaho, Utah e tenta di raggiungere l'Oregon, mentre una squadra della sua spedizione individua un percorso per raggiungere la California passando per il Nevada.
- luglio-agosto 1832 - A New York arriva la pandemia di colera che dal 1829 colpisce buona parte del globo terrestre.
- 27 agosto 1832 - Falco Nero si arrende alle truppe statunitensi dell'Illinois e del Territorio del Michigan. Con la sua cattura finisce la resistenza dei nativi americani all'espansionismo statunitense nel Territorio del nord-ovest e le politiche di rimozione indiane applicate nel Sud vengono subito implementate anche in queste regioni.
- 14 novembre 1832 - Muore nel Maryland all'età di 95 anni Charles Carroll of Carrollton, l'ultimo firmatario vivente della Dichiarazione d'indipendenza.
- 24 novembre 1832 - La Carolina del Sud approva l'Ordinanza di Nullificazione, con la quale dichiara incostituzionali le tariffe doganali imposte nel 1828 e in quello stesso anno.
- 5 dicembre 1832 - Andrew Jackson sconfigge Henry Clay alle elezioni presidenziali e viene riconfermato presidente degli Stati Uniti.
- 10 dicembre 1832 - Subito dopo aver vinto le elezioni presidenziali, Andrew Jackson emana il "Proclama al popolo della Carolina del Sud", con il quale si rigetta la teoria della Nullificazione promossa da quello stato e la piena validità costituzionale delle tariffe doganali, minacciando inoltre l'intervento dell'esercito per far applicare le norme.
- 28 dicembre 1832 - John C. Calhoun si dimette dalla vicepresidenza degli Stati Uniti.
- 2 marzo 1833 - Poco prima di chiudere i propri lavori, il 22º Congresso approva una riforma delle tariffe doganali e una legge che autorizza esplicitamente il presidente Jackson ad utilizzare la forza per far applicare le norme federali riguardo alle tariffe doganali nella Carolina del Sud, al centro della Nullification crisis.

## Atti legislativi più importanti
- 14 luglio 1832: Tariff Act del 1832, 4 Stat. 583, ch. 227 (An Act to alter and amend the several acts imposing duties on imports) - La legge (elaborata in gran parte dall'ex presidente John Quincy Adams) riduce le tariffe doganali imposte nel 1928 che avevano fatto esplodere le polemiche negli stati del Sud. La riduzione, tuttavia, non venne ritenuta soddisfacente dalla Carolina del Sud, che decise di disapplicare la norma ritenendola incostituzionale.
- 2 marzo 1833: Compromise Tariff Act del 1833, 4 Stat. 629, ch. 55 (An Act to modify the act of the fourteenth of July, one thousand eight hundred and thirty-two, and all other acts imposing duties on imports) - In riforma della legge del 1832, la norma prevede un piano di riduzione progressivo delle tariffe doganali. La legge è stata proposta da Henry Clay e John C. Calhoun come un compromesso per evitare un aggravarsi dello scontro con la Carolina del Sud, che aveva minacciato la secessione.
- 2 marzo 1833: Force Bill, 4 Stat. 632, ch. 57 (An Act further to provide for the collection of duties on imports) - La legge fornisce un insieme di disposizioni in merito alla riscossione materiale dei dazi. Inoltre si prevede che il presidente possa inviare l'esercito per far rispettare la norma. La legge è un chiaro tentativo di frenare eventuali future polemiche con la Carolina del Sud, la quale ha ottenuto (con il Compromise Tariff Act emanato lo stesso giorno) un parziale accoglimento delle sue proteste.

## Trattati ratificati
24 febbraio 1831 - Il Congresso ratifica il trattato di Dancing Rabbit Creek che gli Stati Uniti conclusero con la tribù dei Choctaw. Con il trattato i Choctaw cedono circa 11 milioni di acri di terra (in quello che ora è il Mississippi) in cambio di 15 milioni di acri oltre il fiume Mississippi, nel Territorio Indiano (che corrisponde più o meno all'odierno Oklahoma).

## Partiti

### Senato
|                             | Partiti         | Partiti       |      | Totali | Vacanti |
| --------------------------- | --------------- | ------------- | ---- | ------ | ------- |
|                             |                 |               |      | Totali | Vacanti |
| Anti-jacksoniani (Anti-J)   | Jacksoniani (J) | Nullifier (N) |      | Totali | Vacanti |
| Congresso precedente        | 22              | 25            | 0    | 47     | 1       |
|                             |                 |               |      |        |         |
| Inizio                      | 20              | 24            | 2    | 46     | 2       |
| Fine                        | 22              | 24            | 1    | 47     | 1       |
| % Fine                      | 46,8%           | 51,1%         | 2,1% |        |         |
|                             |                 |               |      |        |         |
| Inizio Congresso successivo | 25              | 20            | 1    | 46     | 0       |

### Camera dei rappresentanti
|                             | Partiti             | Partiti         | Partiti       |      | Totali | Vacanti |
| --------------------------- | ------------------- | --------------- | ------------- | ---- | ------ | ------- |
|                             |                     |                 |               |      | Totali | Vacanti |
| Anti-jacksoniani (Anti-J)   | Anti-massonico (AM) | Jacksoniani (J) | Nullifier (N) |      | Totali | Vacanti |
| Congresso precedente        | 72                  | 6               | 134           | 0    | 212    | 1       |
|                             |                     |                 |               |      |        |         |
| Inizio                      | 65                  | 16              | 127           | 4    | 212    | 1       |
| Fine                        | 63                  | 17              | 128           | 4    | 212    | 1       |
| % Fine                      | 29,7%               | 8,0%            | 60,4%         | 1,9% |        |         |
|                             |                     |                 |               |      |        |         |
| Inizio Congresso successivo | 62                  | 25              | 144           | 9    | 240    | 0       |

## Leadership

### Senato

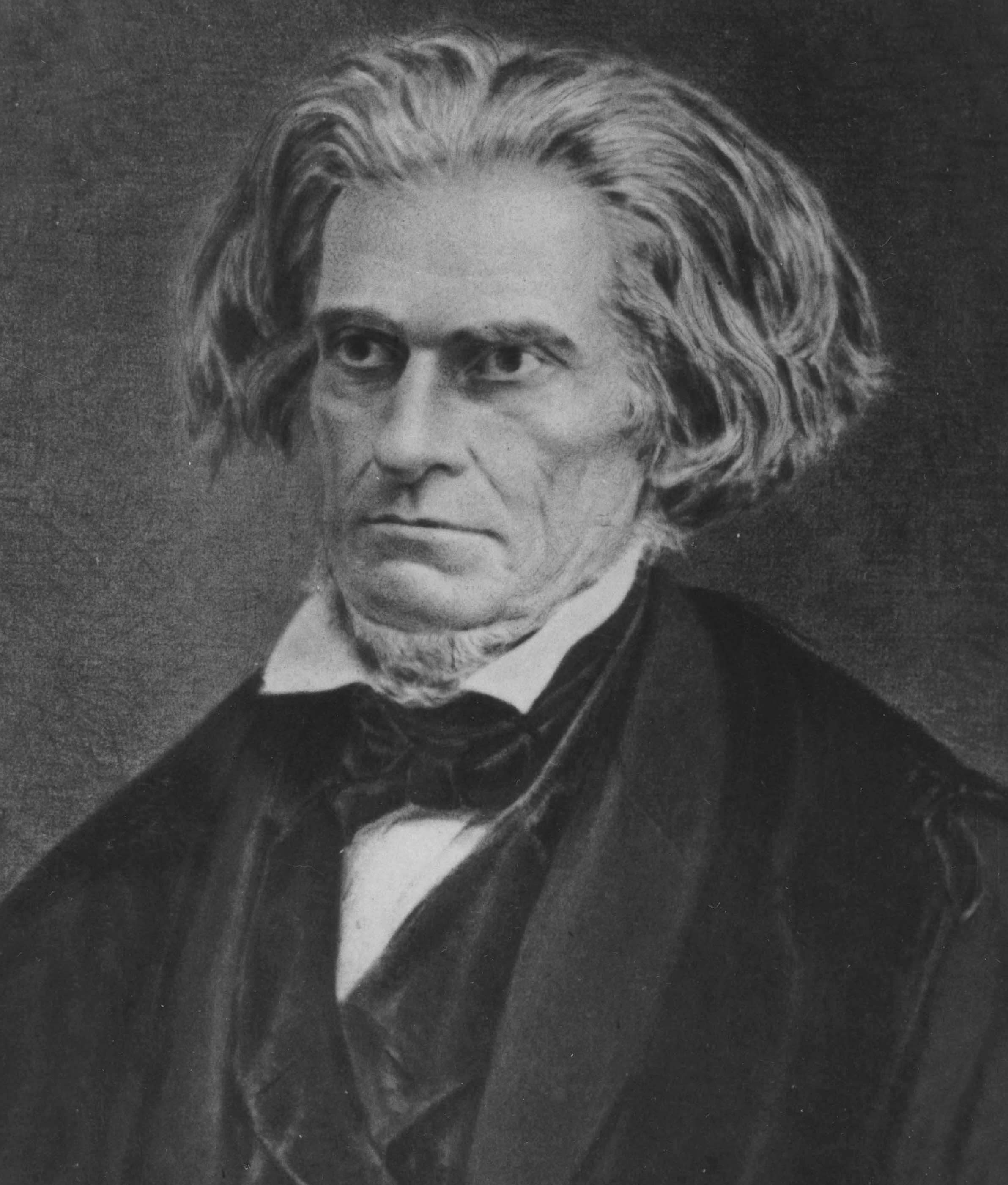
Il presidente del Senato John C. Calhoun.

- Il presidente del Senato John C. Calhoun.Presidente: John C. Calhoun (J), fino al 28 dicembre 1832
  - incarico vacante, dal 28 dicembre 1832
- Presidente pro tempore: Samuel Smith (J), dal 5 dicembre 1831
  - Littleton W. Tazewell (J), dal 9 luglio 1832 al 3 dicembre 1832
  - Hugh Lawson White (J), dal 3 dicembre 1832

### Camera dei rappresentanti
- Speaker: Andrew Stevenson (J)

## Membri

### Senato

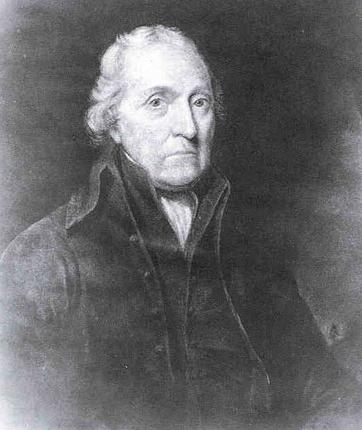
Il presidente del Senato pro tempore Samuel Smith.

I senatori stati eletti ogni due anni e ad ogni Congresso ne viene rinnovato un terzo. Prima del nome di ogni senatore viene indicata la "classe", ovvero il ciclo di elezioni in cui è stato eletto. Per il 22º Congresso vennero sottoposti ad elezione i senatori di classe 1.
Alabama
- 2. William R. King (J)
- 3. Gabriel Moore (J)

Carolina del Nord
- 2. Bedford Brown (J)
- 3. Willie P. Mangum (J)

Carolina del Sud
- 2. Robert Y. Hayne (N), fino al 3 dicembre 1832
  - John C. Calhoun (N), dal 29 dicembre 1832
- 3. Stephen D. Miller (N), fino al 2 marzo 1833
  - seggio vacante, dal 2 marzo 1833

Connecticut
- 1. Samuel A. Foote (Anti-J)
- 3. Gideon Tomlinson (Anti-J)

Delaware
- 1. Arnold Naudain (Anti-J)
- 2. John M. Clayton (Anti-J)

Georgia
- 2. George M. Troup (J)
- 3. John Forsyth (J)

Illinois
- 2. John M. Robinson (J)
- 3. Elias K. Kane (J)

Indiana
- 1. Robert Hanna (Anti-J), dal 10 agosto 1831 al 3 gennaio 1832
  - John Tipton (J), dal 3 gennaio 1832
- 3. William Hendricks (Anti-J)

Kentucky
- 2. George M. Bibb (J)
- 3. Henry Clay (Anti-J), dal 10 novembre 1831

Louisiana
- 2. Edward Livingston (J), fino al 24 maggio 1831
  - George A. Waggaman (Anti-J), dal 15 novembre 1831
- 3. Josiah S. Johnston (Anti-J)

Maine
- 1. John Holmes (Anti-J)
- 2. Peleg Sprague (Anti-J)

Maryland
- 1. Samuel Smith (J)
- 3. Ezekiel F. Chambers (Anti-J)

Massachusetts
- 1. Daniel Webster (Anti-J)
- 2. Nathaniel Silsbee (Anti-J)

Mississippi
- 1. Powhatan Ellis (J), fino al 16 luglio 1832
  - John Black (J), dal 12 novembre 1832
- 2. George Poindexter (Anti-J)

Missouri
- 1. Thomas H. Benton (J)
- 3. Alexander Buckner (J)

New Hampshire
- 2. Samuel Bell (Anti-J)
- 3. Isaac Hill (J)

New Jersey
- 1. Mahlon Dickerson (J)
- 2. Theodore Frelinghuysen (Anti-J)

New York
- 1. Charles E. Dudley (J)
- 3. William L. Marcy (J), fino al 1º gennaio 1833
  - Silas Wright, Jr. (J), dal 4 gennaio 1833

Ohio
- 1. Benjamin Ruggles (Anti-J)
- 3. Thomas Ewing (Anti-J)

Pennsylvania
- 1. Isaac D. Barnard (J), fino al 6 dicembre 1831
  - George M. Dallas (J), dal 13 dicembre 1831
- 3. William Wilkins (J)

Rhode Island
- 1. Asher Robbins (Anti-J)
- 2. Nehemiah R. Knight (Anti-J)

Tennessee
- 1. Felix Grundy (J)
- 2. Hugh Lawson White (J)

Vermont
- 1. Horatio Seymour (Anti-J)
- 3. Samuel Prentiss (Anti-J)

Virginia
- 1. John Tyler (J)
- 2. Littleton W. Tazewell (J), fino al 16 luglio 1832
  - William C. Rives (J), dal 10 dicembre 1832

### Camera dei rappresentanti
Nell'elenco, prima del nome del membro, viene indicato il distretto elettorale di provenienza o se quel membro è stato eletto in un collegio unico (at large).
Alabama
- 1. Clement C. Clay (J)
- 2. Samuel W. Mardis (J)
- 3. Dixon H. Lewis (J)

Carolina del Nord
- 1. William B. Shepard (Anti-J)
- 2. John Branch (J)
- 3. Thomas H. Hall (J)
- 4. Jesse Speight (J)
- 5. James I. McKay (J)

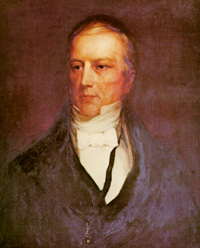
Lo speaker della Camera dei rappresentanti Andrew Stevenson.

- 6. Robert Potter (J), fino al novembre 1831
  - Micajah T. Hawkins (J), dal 15 dicembre 1831
- 7. Lauchlin Bethune (J)
- 8. Daniel L. Barringer (J)
- 9. Augustine H. Shepperd (J)
- 10. Abraham Rencher (J)
- 11. Henry W. Connor (J)
- 12. Samuel P. Carson (J)
- 13. Lewis Williams (Anti-J)

Carolina del Sud
- 1. William Drayton (J)
- 2. Robert W. Barnwell (J)
- 3. Thomas R. Mitchell (J)
- 4. John M. Felder (J)
- 5. George McDuffie (N)
- 6. Warren R. Davis (N)
- 7. William T. Nuckolls (J)
- 8. James Blair (J)
- 9. John K. Griffin (N)

Connecticut
- At-large. Noyes Barber (Anti-J)
- At-large. William W. Ellsworth (Anti-J)
- At-large. Jabez W. Huntington (Anti-J)
- At-large. Ralph I. Ingersoll (Anti-J)
- At-large. William L. Storrs (Anti-J)
- At-large. Ebenezer Young (Anti-J)

Delaware
- At-large. John J. Milligan (Anti-J)

Georgia
- At-large. Thomas F. Foster (J)
- At-large. Henry G. Lamar (J)
- At-large. Wilson Lumpkin (J), fino al 1831
  - Augustin S. Clayton (J), dal 21 gennaio 1832
- At-large. Daniel Newnan (J)
- At-large. Wiley Thompson (J)
- At-large. James M. Wayne (J)
- At-large. Richard Henry Wilde (J)

Illinois
- At-large. Joseph Duncan (J)

Indiana
- 1. Ratliff Boon (J)
- 2. John Carr (J)
- 3. Johnathan McCarty (J)

Kentucky
- 1. Henry Daniel (J)
- 2. Thomas A. Marshall (Anti-J)
- 3. Chilton Allan (Anti-J)
- 4. Robert P. Letcher (Anti-J)
- 5. Richard M. Johnson (J)
- 6. Joseph Lecompte (J)
- 7. John Adair (J)
- 8. Nathan Gaither (J)
- 9. Charles A. Wickliffe (J)
- 10. Christopher Tompkins (Anti-J)
- 11. Albert G. Hawes (J)
- 12. Chittenden Lyon (J)

Louisiana
- 1. Edward D. White, Sr. (Anti-J)
- 2. Philemon Thomas (J)
- 3. Henry A. Bullard (Anti-J)

Maine
- 1. Rufus McIntire (J)
- 2. John Anderson (J)
- 3. Edward Kavanagh (J)
- 4. George Evans (Anti-J)
- 5. Cornelius Holland (J)
- 6. Leonard Jarvis (J)
- 7. James Bates (J)

Maryland
- 1. Daniel Jenifer (Anti-J)
- 2. Benedict J. Semmes (Anti-J)
- 3. George C. Washington (Anti-J)
- 4. Francis Thomas (J)
- 5. Benjamin C. Howard (J)
- 5. John T.H. Worthington (J)
- 6. George E. Mitchell (J), dal 28 giugno 1832
  - Charles S. Sewall (J), dal 1º ottobre 1832
- 7. John L. Kerr (Anti-J)
- 8. Ephraim K. Wilson (J)

Massachusetts
- 1. Nathan Appleton (Anti-J)
- 2. Rufus Choate (Anti-J)
- 3. Jeremiah Nelson (Anti-J)
- 4. Edward Everett (Anti-J)
- 5. John Davis (Anti-J)
- 6. Joseph G. Kendall (Anti-J)
- 7. George J. Grennell, Jr. (Anti-J)
- 8. Isaac C. Bates (Anti-J)
- 9. George N. Briggs (Anti-J)
- 10. Henry A.S. Dearborn (Anti-J)
- 11. John Quincy Adams (Anti-J)
- 12. James L. Hodges (Anti-J)
- 13. John Reed, Jr. (Anti-J)

Mississippi
- At-large. Franklin E. Plummer (J)

Missouri
- At-large. Spencer D. Pettis (J), fino al 28 agosto 1831
  - William H. Ashley (J), dal 31 ottobre 1831

New Hampshire
- At-large. John Brodhead (J)
- At-large. Thomas Chandler (J)
- At-large. Joseph Hammons (J)
- At-large. Joseph M. Harper (J)
- At-large. Henry Hubbard (J)
- At-large. John W. Weeks (J)

New Jersey
- At-large. Lewis Condict (Anti-J)
- At-large. Silas Condit (Anti-J)
- At-large. Richard M. Cooper (Anti-J)
- At-large. Thomas H. Hughes (Anti-J)
- At-large. James F. Randolph (Anti-J)
- At-large. Isaac Southard (Anti-J)

New York
- 1. James Lent (J), fino al 22 febbraio 1833
  - seggio vacante, dal 22 febbraio 1833
- 2. John T. Bergen (J)
- 3. Churchill C. Cambreleng (J)
- 3. Gulian C. Verplanck (J)
- 3. Campbell P. White (J)
- 4. Aaron Ward (J)
- 5. Edmund H. Pendleton (Anti-J)
- 6. Samuel J. Wilkin (Anti-J)
- 7. John C. Brodhead (J)
- 8. John King (J)
- 9. Job Pierson (J)
- 10. Gerrit Y. Lansing (J)
- 11. Erastus Root (J)
- 12. Joseph Bouck (J)
- 13. William G. Angel (J)
- 14. Samuel Bearsley (J)
- 15. Michael Hoffman (J)
- 16. Nathan Soule (J)
- 17. John W. Taylor (Anti-J)
- 18. Nathaniel Pitcher (J)
- 19. William Hogan (J)
- 20. Charles Dayan (J)
- 20. Daniel Wardwell (J)
- 21. John A. Collier (Anti-M)
- 22. Edward C. Reed (J)
- 23. Freeborn G. Jewett (J)
- 24. Ulysses F. Doubleday (J)
- 25. Gamaliel H. Barstow (Anti-M)
- 26. William Babcock (Anti-M)
- 26. John Dickson (Anti-M)
- 27. Frederick Whittlesey (Anti-M)
- 28. Grattan H. Wheeler (Anti-M)
- 29. Phineas L. Tracy (Anti-M)
- 30. Bates Cooke (Anti-M)

Ohio
- 1. James Findlay (J)
- 2. Thomas Corwin (Anti-J)
- 3. Joseph H. Crane (Anti-J)
- 4. Joseph Vance (Anti-J)
- 5. William Russell (J)
- 6. William Creighton, Jr. (Anti-J)
- 7. Samuel F. Vinton (Anti-J)
- 8. William Stanbery (J)
- 9. William W. Irvin (J)
- 10. William Kennon, Sr. (J)
- 11. Humphrey H. Leavitt (J)
- 12. John Thomson (J)
- 13. Elisha Whittlesey (Anti-J)
- 14. Eleutheros Cooke (Anti-J)

Pennsylvania
- 1. Joel B. Sutherland (J)
- 2. Henry Horn (J)
- 3. John G. Watmough (Anti-J)
- 4. Joshua Evans, Jr. (J)
- 4. William Hiester (Anti-M)
- 4. David Potts, Jr. (Anti-M)
- 5. Joel K. Mann (J)
- 6. John C. Bucher (J)
- 7. Henry King (J)
- 7. Henry A.P. Muhlenberg (J)
- 8. Peter Ihrie, Jr. (J)
- 8. Samuel A. Smith (J)
- 9. Lewis Dewart (J)
- 9. James Ford (J)
- 9. Philander Stephens (J)
- 10. Adam King (J)
- 11. Thomas H. Crawford (J)
- 11. William Ramsey (J), fino al 29 settembre 1831
  - Robert McCoy (J), dal 22 novembre 1831
- 12. Robert Allison (Anti-M)
- 13. George Burd (Anti-J)
- 14. Andrew Stewart (Anti-M)
- 15. Thomas M.T. McKennan (Anti-M)
- 16. Harmar Denny (Anti-M)
- 16. John Gilmore (J)
- 17. Richard Coulter (J)
- 18. John Banks (Anti-M)

Rhode Island
- At-large. Tristam Burges (Anti-J)
- At-large. Dutee J. Pearce (Anti-J)

Tennessee
- 1. John Blair (J)
- 2. Thomas D. Arnold (Anti-J)
- 3. James I. Standifer (J)
- 4. Jacob C. Isacks (J)
- 5. William Hall (J)
- 6. James K. Polk (J)
- 7. John Bell (J)
- 8. Cave Johnson (J)
- 9. William Fitzgerald (J)

Vermont
- 1. Jonathan Hunt (Anti-J), fino al 15 maggio 1832
  - Hiland Hall (Anti-J), dal 1º gennaio 1833
- 2. Rollin C. Mallary (Anti-J), fino al 15 aprile 1831
  - William Slade (Anti-M), dal 1º novembre 1831
- 3. Horace Everett (Anti-J)
- 4. Heman Allen (Anti-J)
- 5. William Cahoon (Anti-J)

Virginia
- 1. Thomas Newton, Jr. (Anti-J)
- 2. John Y. Mason (J)
- 3. William S. Archer (J)
- 4. Mark Alexander (J)
- 5. Thomas T. Bouldin (J)
- 6. Thomas Davenport (J)
- 7. Nathaniel H. Claiborne (J)
- 8. Richard Coke, Jr. (J)
- 9. Andrew Stevenson (J)
- 10. William F. Gordon (J)
- 11. John M. Patton (J)
- 12. John J. Roane (J)
- 13. Joseph W. Chinn (J)
- 14. Charles F. Mercer (Anti-J)
- 15. John S. Barbour (J)
- 16. William Armstrong (Anti-J)
- 17. Robert Allen (J)
- 18. Philip Doddridge (Anti-J), fino al 19 novembre 1832
  - Joseph Johnson (J), dal 21 gennaio 1833
- 19. William McCoy (J)
- 20. Robert Craig (J)
- 21. Lewis Maxwell (Anti-J)
- 22. Charles C. Johnston (J), fino al 17 giugno 1832
  - Joseph Draper (J), dal 6 dicembre 1832

#### Membri non votanti
Territorio dell'Arkansas
- Ambrose H. Sevier (J)

Territorio della Florida
- Joseph M. White

Territorio del Michigan
- Austin E. Wing

## Cambiamenti nella rappresentanza

### Senato
| Stato (classe)       | Membro precedente         | Ragione del cambiamento | Successore                  | Data della successione                |
| -------------------- | ------------------------- | --- | --------------------------- | ------------------------------------- |
| Indiana (1)          | Seggio vacante            | Il senatore eletto James Noble è deceduto il 26 febbraio 1831, prima dell'inizio dei lavori di questo Congresso.                    | Robert Hanna (Anti-J)       | Nominato ad interim il 19 agosto 1831 |
| Kentucky (3)         | Seggio vacante            | Le elezioni si sono tenute dopo l'inizio dei lavori di questo Congresso.                                                            | Henry Clay (Anti-J)         | Insediato il 10 novembre 1831         |
| Louisiana (2)        | Edward Livingston (J)     | Livingston si è dimesso il 24 maggio 1831 per assumere la carica di Segretario di stato. Si sono indette nuove elezioni.            | George A. Waggaman (Anti-J) | Insediato il 15 novembre 1831         |
| Pennsylvania (1)     | Isaac D. Barnard (J)      | Barnard si è dimesso il 6 dicembre 1831 per motivi di salute. Si sono tenute nuove elezioni.                                        | George M. Dallas (J)        | Insediato il 13 dicembre 1831         |
| Indiana (1)          | Robert Hanna (Anti-J)     | L'incarico ad interim di Hanna è finito quando si sono tenute nuove elezioni.                                                       | John Tipton (J)             | Insediato il 3 gennaio 1832           |
| Mississippi (1)      | Powhatan Ellis (J)        | Ellis si è dimesso il 16 luglio 1832 dopo essere stato nominato giudice. È stato nominato un successore.                            | John Black (J)              | Insediato il 12 novembre 1832         |
| Virginia (2)         | Littleton W. Tazewell (J) | Tazewell si è dimesso il 16 luglio 1832. Si sono tenute nuove elezioni.                                                             | William C. Rives (J)        | Insediato il 10 dicembre 1832         |
| Carolina del Sud (2) | Robert Y. Hayne (N)       | Hayne si è dimesso il 13 dicembre 1832 per assumere la carica di governatore della Carolina del Sud. Si sono tenute nuove elezioni. | John C. Calhoun (N)         | Insediato il 29 dicembre 1832         |
| New York (3)         | William L. Marcy (J)      | Marcy si è dimesso il 1º gennaio 1833 per assumere la carica di governatore dello stato di New York. Si sono tenute nuove elezioni. | Silas Wright, Jr. (J)       | Insediato il 4 gennaio 1833           |
| Carolina del Sud (3) | Stephen D. Miller (N)     | Miller si è dimesso il 2 marzo 1833 per motivi di salute.                                                                           | Seggio vacante              |                                       |

### Camera dei rappresentanti
| Distretto            | Membro precedente           | Ragione del cambiamento                                                         | Successore              | Data della successione        |
| -------------------- | --------------------------- | ------------------------------------------------------------------------------- | ----------------------- | ----------------------------- |
| 2° Carolina del Nord | Seggio vacante              |                                                                                 |                         |                               |
| John Branch (J)      | Insediato il 12 maggio 1831 |                                                                                 |                         |                               |
| At-large Georgia     | Wilson Lumpkin (J)          | Lumpkin si è dimesso nel 1831 prima dell'inizio dei lavori di questo Congresso. | Augustin S. Clayton (J) | Insediato il 21 gennaio 1832  |
| 2° Vermont           | Rollin C. Mallary (Anti-J)  | Mallary è deceduto il 15 aprile 1831.                                           | William Slade (Anti-M)  | Insediato il 1º novembre 1831 |
| At-large Missouri    | Spencer D. Pettis (J)       | Pettis è deceduto il 28 agosto 1831.                                            | William H. Ashley (J)   | Insediato il 31 ottobre 1831  |
| 11° Pennsylvania     | William Ramsey (J)          | Ramsey è deceduto il 29 settembre 1831.                                         | Robert McCoy (J)        | Insediato il 22 novembre 1831 |
| 6° Carolina del Nord | Robert Potter (J)           | Potter si è dimesso nel novembre 1831.                                          | Micajah T. Hawkins (J)  | Insediato il 15 dicembre 1831 |
| 1° Vermont           | Jonathan Hunt (Anti-J)      | Hunt è deceduto il 15 maggio 1832.                                              | Hiland Hall (Anti-J)    | Insediato il 6 dicembre 1832  |
| 22° Virginia         | Charles C. Johnston (J)     | Johnston è deceduto il 17 giugno 1832.                                          | Joseph Draper (J)       | Insediato il 6 dicembre 1832  |
| 6° Maryland          | George E. Mitchell (J)      | Mitchell è deceduto il 28 giugno 1832.                                          | Charles S. Sewall (J)   | Insediato il 1º ottobre 1832  |
| 18° Virginia         | Philip Doddridge (Anti-J)   | Doddridge è deceduto il 19 novembre 1832.                                       | Joseph Johnson (J)      | Insediato il 21 gennaio 1833  |
| 1° New York          | James Lent (J)              | Lent è deceduto il 22 febbraio 1833.                                            | Seggio vacante          |                               |

## Comitati
Qui di seguito si elencano i singoli comitati e i presidenti di ognuno (se disponibili).

### Senato
- Agriculture
- Audit and Control the Contingent Expenses of the Senate
- Claims
- Commerce
- Distributing Public Revenue Among the States (select committee)
- District of Columbia
- Finance
- Foreign Relations
- French Spoilations (select committee)
- Indian Affairs
- Judiciary
- Manufactures
- Memorial of the Bank of the United States (select committee)
- Mileage of Members of Congress (select committee)
- Military Affairs
- Militia
- Naval Affairs
- Ohio-Michigan Boundary (select committee)
- Pensions
- Post Office and Post Roads
- Private Land Claims
- Public Lands
- Roads and Canals
- Tariff Bill (select committee)
- Tariff Regulation (select committee)
- Whole

### Camera dei rappresentanti
- Accounts
- Agriculture
- American Colonization Society (select committee)
- Asylum for the Blind (select committee)
- Bank of the United States (select committee)
- Biennial Register (select committee)
- British Depredations of the Northern Frontier (select committee)
- Claims
- Commerce
- District of Columbia
- Elections
- Establishing an Assay Office in the Gold Region (select committee)
- Expenditures in the Navy Department
- Expenditures in the Post Office Department
- Expenditures in the State Department
- Expenditures in the Treasury Department
- Expenditures in the War Department
- Expenditures on Public Buildings
- Foreign Affairs
- Indian Affairs
- Invalid Pensions
- Manufactures
- Military Affairs
- Naval Affairs
- Post Office and Post Roads
- Public Expenditures
- Public Lands
- Revisal and Unfinished Business
- Revolutionary Claims
- Roads and Canals
- Rules (select committee)
- Standards of Official Conduct
- Territories
- Ways and Means
- Whole

### Comitati bicamerali (Joint)
- Code of Laws for the District of Columbia
- Enrolled Bills